# Fife Flyers
Die Fife Flyers sind ein Eishockeyclub in der Stadt Kirkcaldy in Schottland. Die Flyers spielen in der britischen Elite Ice Hockey League. Ihre Heimspiele tragen sie in der 3280 Zuschauer fassenden Fife Ice Arena aus.

## Geschichte
Der Verein wurden 1938 gegründet und sind damit der älteste noch existierende Eishockeyklub des Vereinigten Königreichs. In den Jahren 1977, 1978 und 1985 konnte die Mannschaft jeweils den britischen Meistertitel gewinnen. Von 1982 bis 1996 spielten die Fife Flyers bis auf ein Jahr stets in der British Hockey League, der zu diesem Zeitpunkt höchsten britischen Eishockeyspielklasse. Anschließend war die Mannschaft neun Jahre lang in der zweitklassigen British National League aktiv, die unter der Ice Hockey Superleague bzw. deren Nachfolgewettbewerb Elite Ice Hockey League stand. Den Meistertitel der BNL konnten die Flyers 1997 (Nord), 2000 und 2004 gewinnen. 
Zur Saison 2011/12 wurden die Fife Flyers in die EIHL aufgenommen, in der sie die Lücke füllten, die die Newcastle Vipers nach ihrer Auflösung hinterließen und kehrten nach fünfzehnjähriger Abwesenheit in die höchste britische Spielklasse zurück. 
Die Kircaldy Kestrels, die Juniorenmannschaft des Kirkcaldy Ice Hockey Club spielen in der Scottish National League.

## Bekannte ehemalige Spieler
- Laurie Boschman
- Vincent Lukáč
- Al Sims